# الرابطة الوطنية لكرة القدم 1984
الرابطة الوطنية لكرة القدم 1984 (بالإنجليزية: 1984 National Soccer League)‏ هو الموسم 8 من الرابطة الوطنية لكرة القدم. فاز فيه نادي جنوب ملبورن.